# Rayman Golf
Rayman Golf est un jeu vidéo de golf développé par Gameloft sur téléphone mobile. Il s'agit d'un spin-off de la série Rayman.

## Système de jeu
Le jeu permet de jouer sur un terrainde golf à 18 trous et d'utiliser 13 clubs différents que le joueur peut choisir. L'objectif du jeu est que le joueur mette la balle dans le trou en sélectionnant la puissance et la direction du swing de golf, tout en essayant d'éviter les obstacles multiples, y compris l'eau, les arbres, les bunkers de sable ou le rough. Le jeu comprend également un mode tutoriel où le joueur peut en apprendre davantage sur les fonctions du jeu et les touches, un mode tournoi où le joueur peut jouer à un golf de 18 trous, ainsi qu’un mode d'entraînement où le joueur peut pratiquer un parcours spécifique.

## Accueil
- IGN : 7,5/10[1]
- Pocket Gamer : 3/5[2]